# Сан-Педру-де-Соліш
Сан-Педру-де-Соліш (порт. São Pedro de Solis; МФА: [ˈsɐ̃w ˈpe.dɾu dɨ su.ˈɫiʃ]) — парафія в Португалії, у муніципалітеті Мертола. Розташована в південній частині країни, на теренах історичної португальської провінції Алентежу. Входить до складу округу Бежа. За адміністративним поділом, чинним до 1976 року, терени парафії були складовою провінції Нижнє Алентежу. Належить до Безької діоцезії Католицької церкви. Патрон — святий Петро. Площа — 64,0196 км². Населення — 229 ос. (2011). Слабо урбанізований регіон. Густота населення — 3,58 осіб/км²
. Код — 020908.

## Населення
| Кількість мешканців | Кількість мешканців | Кількість мешканців | Кількість мешканців | Кількість мешканців | Кількість мешканців | Кількість мешканців | Кількість мешканців | Кількість мешканців | Кількість мешканців | Кількість мешканців | Кількість мешканців | Кількість мешканців | Кількість мешканців | Кількість мешканців |
| ------------------- | ------------------- | ------------------- | ------------------- | ------------------- | ------------------- | ------------------- | ------------------- | ------------------- | ------------------- | ------------------- | ------------------- | ------------------- | ------------------- | ------------------- |
| 1864                | 1878                | 1890                | 1900                | 1911                | 1920                | 1930                | 1940                | 1950                | 1960                | 1970                | 1981                | 1991                | 2001                | 2011                |
| 1 256               | 1 414               | 1 483               | 1 208               | 1 414               | 1 290               | 1 372               | 1 043               | 995                 | 821                 | 638                 | 497                 | 377                 | 318                 | 229                 |